# Kecsua nyelv
A kecsua nyelv (saját elnevezése Runa Shimi/Simi vagy Qhichwa Shimi/Simi, spanyolul quechua), az egykori Inka Birodalom nyelve, az andoki-egyenlítői nagy nyelvtörzs andoki törzsén belül a kecsumara nyelvcsalád önálló, kecsua ágát alkotó indián nyelv, számos nyelvjárással. Anyanyelvi beszélőinek száma több mint 9 millió Bolíviában, Peruban, Ecuadorban, Chilében és Argentínában. Közülük a spanyol mellett második hivatalos nyelv Bolíviában és Peruban. 

## Változatai
Változatait egyes nyelvészek nem is nyelvjárásoknak, hanem makronyelvnek, azaz egymáshoz igen közeli (többé-kevésbé kölcsönösen érthető), de különálló nyelveknek tekintik. Nyelvcsaládként az egyes nyelvek közötti különbség kisebb, mint a germán és az újlatin nyelvek között, de nagyobb, mint a szláv és az arab nyelvek között.
A kecsua nyelvnek vagy nyelvcsaládnak két erősen eltérő változata létezik: a Peru felföldjein beszélt központi (kecsua B, kecsua I) és az Ecuadorban, Dél-Peruban és Bolíviában beszélt periférikus (kecsua A, kecsua II). Ezek a változatok dialektuskontinuumok, bennük ilyen éles határok nem ismerhetők fel.
A kecsua II-B nyelvtanilag egyszerűbb változat, melyet Ecuador északi részein beszélnek; délen a régiesebb kecsua II-C használatos. Ezt beszélik Cusco környékén is, és tekintélyes nyelvjárássá vált északon is, mivel az Inka Birodalomban a nemesek gyerekeinek a birodalom fővárosában, Cuscóban kellett tanulniuk. A három fő változat beszélői nehezen tudják megértetni magukat egymással, így tekinthetők külön nyelveknek. Ezeken belül a megértéssel nincsenek problémák a nagyobb helyi különbségek ellenére sem.
Az Ethnologue 45 változatot ír le, habár a dialektuskontinuumok miatt nehéz a változatokat elkülöníteni. A központi kecsua változatosabb, és a nyelvészek szerint területe közelebb esik az ősnyelv területéhez, mint a perifériás.

### Családfa
A fenti klasszikus felosztás Alfredo Torerotól származik, aki egy negyedik nyelvet is elkülönített Észak-Peruban. Ennek elkülönítése azonban gondot okozott más nyelvészeknek, így ma már nem szerepel a családfán.
A további felosztás a következő:
- Kecsua I vagy kecsua B, közép-kecsua vagy waywash, Közép-Peru és Peru partvidékén
  - A legszélesebb körben beszélt elemek a kontinuumból: vajlasz (huaylas), vajla vanka (huaylla wanca) és conchucos
- Kecsua II vagy kecsua A, úgy is mint perifériás kecsua vagy wanp'una
  - Junkaj (yunkay) kecsua vagy kecsua II A  Peru déli hegyeiben; leggyakoribb változata a kahamarka (cajamarca).
  - Észak-kecsua vagy kecsua II B Ecuadorban, Észak-Peruban és Kolumbiában; leggyakoribb a csimborasszó felföldi kecsua és imbabura felföldi kecsua
  - Dél-kecsua vagy kecsua II C Bolíviában, Chilében, Dél-Peruban és Északkelet-Argentínában; leggyakoribb a dél-bolíviai, cuzcói (cuscoi), ajakucso (ayacucho), és puno (collao) kecsua.

Willem Adelaar átrendezte a családfát, átsorolva a II-A-t a kecsua I alá.
Landerman (1991) szerint a genetikai felosztást nem tartja lehetségesnek, és a kecsua-II-t négy részre osztja: északi, észak-perui, közép és déli. A csacsapojasz (chachapoyas) és lamas kecsuát az észak-perui kecsuához sorolja.

### Földrajzi elterjedés
A kecsua-I (waywash) Peru központi hegyvidékének kecsua nyelve az Ancash régiótól Huancayóig. Itt vannak a legnagyobb különbségek, és a jobban elkülöníthető változatokat külön nyelvekként kezelik.
Kecsua-II (wamp'una):
- II-A: yunkay kecsua Peru hegyvidékének nyugati részén
- II-B: észak-kecsua (runa shimi, kichwa) főként Columbiában, Ecuadorban, de előfordul az Amazonas alföldjén és Peru néhány kisebb területén
- II-C: dél-kecsua, Huancavelicától Argentína északnyugati részéig. A legbefolyásosabb ág, mivel itt volt Cusco, az Inka Birodalom fővárosa. Máig ennek van a legtöbb beszélője, a legnagyobb irodalma és kulturális hagyatéka.

### Összehasonlítás
Néhány szó különböző kecsua nyelveken:
|         | Ankas (I)                         | Vanka (I)             | Kahamarka (II-A) | San Martin (II-B) | Kichwa (II-B)            | Ajakucso (II-C) | Cuzcói (II-C)   |
| ------- | --------------------------------- | --------------------- | ---------------- | ----------------- | ------------------------ | --------------- | --------------- |
| 'egy'   | huk [uk ~ huk]                    | suk, huk [suk], [huk] | suq [soχ]        | suk [suk]         | shuk [ʃuk]               | huk [huk]       | huk [hoχ]       |
| 'kettő' | ishkay [ɪʃkeˑ ~ ɪʃkɐj]            | ishkay [iʃkaj]        | ishkay [ɪʃkɐj]   | ishkay [iʃkaj]    | ishkay [iʃki ~ iʃkaj]    | iskay [iskæj]   | iskay [iskæj]   |
| 'tíz'   | ćhunka, chunka [ʈ͡ʂʊŋkɐ], [t͡ʃʊŋkɐ] | ćhunka [ʈ͡ʂuŋka]       | ch'unka [ʈ͡ʂʊŋɡɐ] | chunka [t͡ʃuŋɡa]   | chunka [t͡ʃuŋɡɐ ~ t͡ʃuŋkɐ] | chunka [t͡ʃuŋkɐ] | chunka [t͡ʃuŋkɐ] |
| 'édes'  | mishki [mɪʃkɪ]                    | mishki [mɪʃkɪ]        | mishki [mɪʃkɪ]   | mishki [mɪʃkɪ]    | mishki [mɪʃkɪ]           | miski [mɪskɪ]   | misk'i [mɪskʼɪ] |
| 'fehér' | yuraq [jʊɾɑq ~ jʊɾɑχ]             | yulaq [julah ~ julaː] | yuraq [jʊɾɑx]    | yurak [jʊɾak]     | yurak [jʊɾax ~ jʊɾak]    | yuraq [jʊɾɑχ]   | yuraq [jʊɾɑχ]   |
| 'ad'    | qun [qoŋ ~ χoŋ ~ ʁoŋ]             | qun [huŋ ~ ʔuŋ]       | qun [qoŋ]        | kun [kuŋ]         | kun [kuŋ]                | qun [χoŋ]       | qun [qoŋ]       |
| 'igen'  | awmi [oːmi ~ ɐwmɪ]                | aw [aw]               | ari [ɐɾi]        | ari [aɾi]         | ari [aɾi]                | arí [ɐˈɾi]      | arí [ɐˈɾi]      |

### Kecsua és ajmara nyelvek
Szókincsének nagy részében és szerkezeti vonásaiban a kecsua nyelvek párhuzamba állíthatók az ajmarával. Emiatt a két nyelvcsaládot egyes nyelvészek összevonják a kecsua-ajmara nyelvcsaládba. A szakértők azonban elvetik, mivel ők úgy látják, hogy a hasonlóságok jobban magyarázhatók a hosszú ideig tartó egymás mellett éléssel, kölcsönös befolyásolással és kölcsönzéssel. A Tivanaku Birodalom és annak pukuina nyelvével.

### Nyelvi kapcsolatok
Jolkesky (2016) szerint a szókincs hasonlósága magyarázható a nyelvek érintkezésével a következő nyelvcsaládokban: kunza, leko, mapudungun, mocsika, uru-csipaja, zaparo, aravak, kandosi, municse, pukina, pano, barbako, csolon-hibito, haki, hivaro és kavapana.

## Szókincs
A kecsua számos spanyol szót vett át, mint piru (pero, 'de'); bwenu (bueno, 'jó'); iskwila (escuela, 'iskola'); waka (vaca, 'tehén') és wuru (burro, 'szamár'). 
Spanyol közvetítéssel számos kecsua szó került át más nyelvekbe, mint koka, kondor, guanó, láma, pampa, poncsó, puma, kinin, kinoa, vikunya.
Latin-amerikai spanyol nyelvbe való átvételek a következők: papa "krumpli", chuchaqui "másnaposság" Peruban, és különböző kölcsönzések a hegyi betegségre: suruqch'i Bolíviában, sorojchi Ecuadorban és soroche Peruban.
Bolíviában számos kecsua szót használnak még azok is, akik nem beszélnek kecsuául; mint például wawa 'kisbaba, kisgyermek'; ch'aki 'másnaposság'; misi 'macska'; juk'ucho 'egér'; juk'ucho 'zöld bors'; jacu 'menjünk'; chhiri és chhurco 'göndör hajú' többek között. A nyelvtan szintén befolyásolta a spanyolt, az igék -ri végződést kapnak Bolíviában, hogy ha érzelmi hatással volt a cselekvés; felszólító módban jelentése 'kérlek', vagy az utasítások udvariasabbá tétele. Például a pásame ('adjál át valamit') pasarime lesz.

### Az elnevezés eredete
A spanyol hódítók eleinte lengua generalként („általános nyelv”) hivatkoztak az Inka Birodalom nyelvére. A quichua nevet először Domingo de Santo Tomás használta 1560-ban a  Grammatica o arte de la lengua general de los indios de los reynos del Perú című munkájában. Nem tudjuk, hogy nevezték a nyelvet a spanyol hódítás előtt, és miért nevezték el a spanyolok kecsuának. A nyelvet beszélői runa simi-nek ("az ember nyelve") nevezik; viszont ez sem ismert a gyarmatosítás előtti időből.
A kecsua elnevezésnek két lehetséges etimológiája van. Az egyik a *qiĉ.wa bennszülött szó, ami eredetileg a kukorica termesztésére és megtelepedésre alkalmas éghajlatú völgyeket jelentette. Az alternatív etimológia szerint  Pedro Cieza de León és Inca Garcilaso de la Vega korai spanyol szerzők írtak a kecsuának nevezett emberekről a mai Apurímac területről, és arra következtethetünk, hogy róluk nevezték el az egész nyelvet.
Peruban és Bolíviában a 17. század óta használják a spanyolos Quechua és Quichua írásmódokat, különösen a harmadik limai zsinat óta. Ma a "Quechua Simi" kiejtései közé tartozik a [ˈqʰeʃwa ˈsimi], [ˈχetʃwa ˈʃimi], [ˈkitʃwa ˈʃimi], és [ˈʔitʃwa ˈʃimi] hangsor.

## Írás és kiejtés
A latin betűs írást a spanyolok vezették be, azonban egységes helyesírással nem rendelkezik.
Az ajmarához hasonlóan mindössze három magánhangzó-fonémája van: a, i, u. Egynyelvűek kiejtése szerint [æ, ɪ, ʊ], de hallani spanyolos [ä, i, u]-t is. A q torokhang ((/q/, /qʼ/, és /qʰ/)) környezetében az i inkább e-nek, az u pedig o-nak hangzik. Mássalhangzórendszere bonyolult és nyelvjárásonként is változó. Ami még bonyolultabbá teszi, hogy az 1939-ben kialakított és 1946-ban véglegesített latin betűs írás nem különböztet meg minden hangot. Jellemző sajátosságai közé tartozik, hogy hiányoznak a zöngés zárhangok (b, d, g), ugyanakkor egy sor zöngétlen zárhanggal rendelkezik, mindegyiknek van ejektív, valamint hehezetes változata is: p, p', ph / t, t', th / k, k', kh / q, q', qh. A szókincs 30%-át kitevő spanyol eredetű szavakban egyéb hangok is előfordulhatnak, mint /f/, /b/, /d/, /ɡ/).
A hangsúly általában az utolsó előtti szótagra esik: a toldalékolt alakok esetén ennek megfelelően hátrébb tolódik. A kivételes eseteket ékezettel jelölik.
|                 |           | Bilabiális | Alveoláris | Postalveoláris/ Palatális | Veláris | Uvuláris | Glottális |
| --------------- | --------- | ---------- | ---------- | ------------------------- | ------- | -------- | --------- |
| Nazális         | Nazális   | m          | n          | ɲ                         |         |          |           |
| Stop/ Affrikáta | plain     | p          | t          | tʃ                        | k       | q        |           |
| Stop/ Affrikáta | aspirált  | pʰ         | tʰ         | tʃʰ                       | kʰ      | qʰ       |           |
| Stop/ Affrikáta | ejektíva  | pʼ         | tʼ         | tʃʼ                       | kʼ      | qʼ       |           |
| Frikatíva       | Frikatíva |            | s          | ʃ                         |         |          | h         |
| Approximáns     | centrális |            |            | j                         | w       |          |           |
| Approximáns     | laterális |            | l          | ʎ                         |         |          |           |
| Rhotikus        | Rhotikus  |            | ɾ          |                           |         |          |           |

Az /ɾ/ geminációja [r] pergetést eredményez. 
Zöngétlen bilabiális plozívák

Probléma esetén lásd:Médiafájlok kezelése.
Glottalizált mássalhangzók csak a cusco kecsuában, az észak-bolíviai kecsuában és a dél-bolíviai kecsuában fordulnak elő. Aspirált mássalhangzók csak ezekben, illetve az ecuadori kecsuában találhatók. 

### A latin betűs ábécé
A jelenlegi ábécé – amelyet Peruban 1975-ben tettek hivatalossá a nyelvvel együtt – az alábbi 21 betűből áll:
a, ch, h, i, k, l, ll, m, n, ñ, p, q, r, s, sh, t, tr, ts, u, w, y.
Ha külön jeleknek tekintenénk az ejektív és a hehezetes mássalhangzókat (ch', chh, k', kh, p', ph, q', qh, t', th) is, akkor ezekkel együtt 31 betűs lenne az ábécé.
A Bolíviában használt ábécében, ugyanazzal a hangértékkel a h betű helyett j-t használnak (mint a spanyolban).
A magyar olvasattól eltérő betűk közelítő kiejtése:
- a – magyar „palócos” a, torokhangok (q, q', qh) környezetében magyar a
- ch – magyar cs
- ll – jésített (lágy) l
- ñ – magyar ny
- q – mélyen a torokban ejtett k hang
- s – magyar sz
- sh – magyar s
- tr – körülbelül a magyar t és cs között ejtett hang
- ts – hasonló a magyar c hanghoz
- w – u-szerű v, mint az angol want szóban
- y – a magyar j-nek felel meg.

Az ejektív és hehezetes hangok kiejtése:
- Az ejektív hangok (ch', k', q', p', t') ejtését úgy kell elképzelni, hogy nagy levegőt veszünk, és hirtelen, nagy erővel kiengedjük az adott mássalhangzó ejtésekor, vagyis egészen leegyszerűsítve „kiköpjük” a betűt.
- A hehezetes mássalhangzó (chh, kh, qh, ph, th) azt jelenti, hogy a betűt egy gyenge h-val együtt kell kiejteni.

Mivel kevés az írásos anyag, azért az írást kevés alkalmuk van használni a nyelv beszélőinek.
A korábbi helyesírást spanyol mintára alakították ki. Így kerültek spanyol közvetítéssel az angol nyelvbe kecsua szavak spanyolosan írva, mint Inca, Huayna Cápac, Collasuyo, Mama Ocllo, Viracocha, quipu, tambo, condor, amelyeket angolul még mindig így írnak. Az 1975-ös helyesírás szerint ugyanezek a szavak így írandók: Inka, Wayna Qhapaq, Qollasuyu, Mama Oqllo, Wiraqocha, khipu, tampu, kuntur. 1985-ben további módosításokat végeztek a helyesíráson, kialakítva a mai írásmódot: Inka, Wayna Qhapaq, Qullasuyu, Mama Uqllu, Wiraqucha, khipu, tampu, kuntur.
A helyesírásról továbbra is viták zajlanak. A régi helyesírást támogatók szerint az új helyesírás idegennek tűnik azoknak, akik idegen nyelvként tanulják a kecsua nyelveket, mivel ők rendszerint előbb spanyolul tanulnak. Az új helyesírás hívei úgy gondolják, hogy ez jobban illeszkedik a kecsua fonológiához, és rámutatnak azokra a tanulmányokra, melyek szerint az ötmagánhangzós rendszert tanuló kecsua gyerekeknek később több gondjuk van a spanyol írott nyelvvel.
Az írók különbözőképpen kezelik a spanyol nyelvből származó szavakat, mivel ezt a helyesírás nem szabályozza. Vannak, akik meghagyják a spanyol írásmódot, és vannak, akik fonetikusan írják le őket. Így például a „Roberto vagyok” mondat írható úgy, mint Robertom kani vagy úgy, hogy Ruwirtum kani. A szó végén látható -m rag azt mutatja, hogy az információ első kézből ismert.
A perui törvények szerint a régi helyesírás nem használható. Az El Peruano hivatalos újságban 2016 július 16-án megjelent rendelkezései szerint a helyneveket ezentúl az őslakos nyelvek helyesírása szerint kell írni. Ennek célja, hogy a National Geographic Institute (Instituto Geográfico Nacional, IGN) szabványosítsa a helyneveket, és új térképeket adjon ki az új írásmóddal.
Rodolfo Cerrón Palomino perui nyelvész további változtatásokat javasol a dél-kecsua (el Quechua estándar vagy Hanan Runasimi) számára, ami konzervatívan integrálja a cusco kecsuát és az ayachucho kecsuát.
| magyar                 | Ayacucho  | Cusco     | Standard kecsua |
| ---------------------- | --------- | --------- | --------------- |
| inni                   | upyay     | uhyay     | upyay           |
| gyors                  | utqa      | usqha     | utqha           |
| dolgozni               | llamkay   | llank'ay  | llamk'ay        |
| mi (beleértő)          | ñuqanchik | nuqanchis | ñuqanchik       |
| (progresszív toldalék) | -chka-    | -sha-     | -chka-          |
| nap                    | punchaw   | p'unchay  | p'unchaw        |

## Nyelvtana
A kecsua agglutináló nyelv. Nyelvtani nemek nincsenek, így a természetes nemeket a qari (-férfi) és a warmi (-nő) szócskákkal jelzik. Határozott névelőt szintén nem ismer (a névszóragozás során a -qa helyhatározórag tölt be hasonló szerepet); a határozatlan névelő – a legtöbb nyelvhez hasonlóan – az „egy” jelentésű huk. A többes szám jele a -kuna, amelyhez a további toldalékok járulnak, ahogy a magyarban is.
Vannak toldalékok arra, hogy az információ milyen forrásból származik, és a beszélő mennyire tekinti hitelesnek. Partikulákkal és toldalékokkal kifejezhető egy cselekvés kedvezményezettje, és a beszélő hozzáállása ehhez. A nyelvcsalád néhány tagjából ezek a képességek hiányoznak.
Az alapszórend alany–tárgy–állítmány (SOV), de gyakori az alany–állítmány–tárgy (SVO) szórend is.

### Főnevek
Példa a névszóragozásra a wasi („ház”) szón keresztül:
| Eset           | Jelentés                           | Egyes szám           | Többes szám                  |
| -------------- | ---------------------------------- | -------------------- | ---------------------------- |
| Alany          | (a) ház, házak                     | wasi                 | wasikuna                     |
| Birtokos       | (a) házé, házaké                   | wasipa               | wasikunapa                   |
| Részes         | (a) háznak, házaknak               | wasipaq, wasiman     | wasikunapaq, wasikunaman     |
| Tárgy          | (a) házat, házakat                 | wasita               | wasikunata                   |
| Határozói      |                                    | wasimanta            | wasikunamanta                |
| Bennfoglaló    | (a) házban, házakban               | wasipi               | wasikunapi                   |
| Instrumentális | (a) házzal, házakkal               | wasiwan              | wasikunawan                  |
| Abesszívusz    | (a) ház nélkül, házak nélkül       | wasinaq              | wasikunanaq                  |
| Kazuatívusz    | (a) ház miatt, házak miatt         | wasirayku            | wasikunarayku                |
| Benefaktív     | (a) házért, házakért               | wasipaq              | wasikunapaq                  |
| Inkluzívusz    | (a) háznak, házaknak               | wasipiwan, wasipuwan | wasikunapiwan, wasikunapuwan |
| Lokatívusz     | (a) háznál, házaknál               | wasipi               | wasikunapi                   |
| Allatívusz     | (a) ház felé, házak felé           | wasiman              | wasikunaman                  |
| Terminatívusz  | fel (a) házhoz, fel (a) házakhoz   | wasikama, wasiyaq    | wasikunakama wasikunayaq     |
| Perlatívusz    | (a) házon át, házakon át           | wasi(rin)ta          | wasikuna(rin)ta              |
| Komitatívusz   | (a) házzal, házakkal               | wasi(ni)ntin         | wasikuna(ni)ntin             |
| Ablatívusz     | (a) háztól, házaktól               | wasimanta wasipiqta  | wasikunamanta wasikunapiqta  |
| Immediate      | először (a) ház, először (a) házak | wasiraq              | wasikunaraq                  |
| Intratívusz    | (a) házak között                   | -                    | wasipura                     |
| Exkluzívusz    | csak (a) ház, csak (a) házak       | wasilla(m)           | wasikunalla(m)               |
| Komparatívusz  | mint (a) ház, mint (a) házak       | wasinaw, wasihina    | wasikunanaw, wasikunahina    |

Általában a birtokos személyjel megelőzi az esetragokat, kivéve a Santiago del Estero változatot, ahol a sorrend fordított.
| Szerep              | Szerep                              | Jel       | Példa        | Fordítás          |
| ------------------- | ----------------------------------- | --------- | ------------ | ----------------- |
| birtokos személyjel | egyes szám első személy             | -y, -:    | wasiy, wasii | házam             |
| birtokos személyjel | egyes szám második személy          | -yki      | wasiyki      | házad             |
| birtokos személyjel | egyes szám harmadik személy         | -n        | wasin        | háza              |
| birtokos személyjel | többes szám első személy (beleértő) | -nchik    | wasinchik    | házunk (beleértő) |
| birtokos személyjel | többes szám első személy (kizáró)   | -y-ku     | wasiyku      | házunk (kizáró)   |
| birtokos személyjel | többes szám második személy         | -yki-chik | wasiykichik  | házatok           |
| birtokos személyjel | többes szám harmadik személy        | -n-ku     | wasinku      | házuk             |

### Melléknevek és határozószók
A jelzős szerkezetben a melléknév megelőzi a főnevet, és változatlan alakban marad, mint a magyarban:
hatun wasi „nagy ház” / hatun wasikuna „nagy házak” / hatun wasikunapi „nagy házakban”.
Melléknevek és mutató névmások szerepelhetnek határozókként is, többnyire -ta, ritkábban -lla hozzáadásával: allin – allinta jó-jól, utqay – utqaylla gyors-gyorsan; chay-chaypi az-itt, kay-kayman ez-ide.
Az európaiak számára meglepő módon a qhipa határozószó egyszerre jelenti, hogy mögött és jövő, é a ñawpa előtt és múlt. A határozószók helyi és időbeli megfeleltetése az európaival ellentétes. A kecsuául beszélők számára a múlt van elöl, látjuk, emlékezünk rá; a jövő pedig mögöttünk, amit még nem látunk. 

### Számnevek
- Tőszámok: ch'usaq (0), huk (1), iskay (2), kimsa (3), tawa (4), pichqa (5), suqta (6), qanchis (7), pusaq (8), isqun (9), chunka (10), chunka hukniyuq (11), chunka iskayniyuq (12), iskay chunka (20), pachak (100), waranqa (1000), hunu (1 000 000), lluna (1 000 000 000 000).
- Sorszámok: A sorszámok a megfelelő tőszámnévből a ñiqin hozzáadásával képezhetők. Például iskay ñiqin = második. Az egyetlen kivétel, hogy az első jelentésű huk ñiqin mellett használatos a ñawpaq is, kezdeti, ősi, legrégibb jelentéssel.

### Névmások
A személyes névmás első személyű („mi”) alakjára, s ugyanígy az igeragozásra is, jellemző a más indián nyelvekben is megtalálható ún. inkluzív (beleértő) és exkluzív (kizáró) többes szám. A személyes névmások ez alapján:
ñuqa (én), qam (te), pay (ő); ñuqanchik (mi, veled együtt) / ñuqayku (mi, nélküled), qamkuna (ti), paykuna (ők).
A kecsua IIB általában nem különbözteti meg a bele nem értő mi ñuqayku névmást, használata régies.
A személyes névmásokat a birtokos jelek kivételével a főnevekhez hasonlóan toldalékolják.

### Partikulák
A leggyakoribb partikulák az arí (igen) és a mana (nem). Ez utóbbi képes ragokat felvenni, például -n/-m (manan/manam, nyomatékosabb nem), -raq (manaraq 'még nem'), és -chu (manachu? 'vagy nem?'). További példák partikulákra: a köszönésre használt yaw, illetve a spanyol eredetű piru (de), és sinuqa (inkább, jobban).

### Igék
A igéknek egyféle ragozásuk van, rendhagyó ige nincs. Az igéket a legtöbb kecsua nyelvben az alany mellett a tárggyal is egyeztetni kell. Három igeidőt különböztetnek meg: jelen, múlt és jövő. A főnévi igenév végződése a -y [-j], például karunchay „távozni”. Példaként ennek az igének a ragozása:
- jelen idő: karunchani, karunchanki, karunchan, karunchanchik (veled együtt távozunk) / karunchayku (nélküled távozunk), karunchankichik, karunchanku.
- jövő idő: karunchasaq, karunchanki, karunchanqa, karunchasunchik (veled együtt fogunk távozni) / karunchasaqku (nélküled fogunk távozni), karunchankichik, karunchanqaku.
- a múlt időt az igető és a jelen idejű rag közé illesztett -rqa- rag jelzi, például karuncha-rqa-ni „távoztam”.

A feltételes módot a -man rag jelzi: karunchaniman „távoznék”, ezen kívül egyéb toldalékok is léteznek, amelyek egyaránt használhatók főneveknél is.
Tipikus toldalékok a dél-kecsua (IIC) kijelentő módjában:
|           | Jelen     | Múlt          | Szokásos múlt | Jövő      | Pluperfect    | Optatív                          |
| --------- | --------- | ------------- | ------------- | --------- | ------------- | -------------------------------- |
| Ñuqa      | -ni       | -rqa-ni       | -qka-ni       | -saq      | -sqa-ni       | -yman                            |
| Qam       | -nki      | -rqa-nki      | -qka-nki      | -nki      | -sqa-nki      | -nki-man -waq                    |
| Pay       | -n        | -rqa(-n)      | -q            | -nqa      | -sqa          | -nman                            |
| Ñuqanchik | -nchik    | -rqa-nchik    | -qka-nchik    | -su-nchik | -sqa-nchik    | -nchik-man -sun(-chik)-man -swan |
| Ñuqayku   | -yku      | -rqa-yku      | -qka-yku      | -saq-ku   | -sqa-yku      | -yku-man                         |
| Qamkuna   | -nki-chik | -rqa-nki-chik | -qka-nki-chik | -nki-chik | -sqa-nki-chik | -nki-chik-man -waq-chik          |
| Paykuna   | -n-ku     | -rqa-(n)ku    | -q-ku         | -nqa-ku   | -sqa-ku       | -nku-man                         |

A táblázatban az alany személyragjai szerepelnek. A tárgyat jelölő személyjelet ezek elé kell tenni. A legtöbb kecsua II nyelvjárásban az első személyű tárgyat -wa-, a második személyűt -su- jelzi. Ekkor a táblázatban megadott többes számok (-chik és -ku) inkább a tárgy, mint az alany többes számát jelzik. Az egyes kecsua nyelvek különböznek abban, hogy mik ennek a pontos szabályai. A centrális kecsuában a számok jelzése eltérő. A -chik és -ku toldalékok helyett a többes szám jele a személyjel és a személyrag elé kerül. Továbbá az első személyű tárgy jele -ma-.

### Evidenciák
A kecsua nyelvekben toldalékokkal jelezhető, hogy honnan származik a beszélő tudása arról, amit mond, így az mennyire megbízható. Három fokozatot különböztetnek meg, bármely személyben. Az alábbi táblázat a Wanka kecsua toldalékait ismerteti:
| Morféma | Jelentés                 |
| ------- | ------------------------ |
| -m(i)   | Közvetlen                |
| -chr(a) | kikövetkeztetett; sejtés |
| -sh(i)  | Közvetett forrás         |

A magánhangzók körüli  zárójelek azt jelzik, hogy a magánhangzó elhagyható, ha a toldalék után magánhangzó következik. A következetesség kedvéért a továbbiakban a fenti táblázatot használjuk. A különböző nyelvekben ezek sem egységesek. A későbbiekben további változatokra is kitérünk.
Az evidenciákat összefüggő beszédben nem kell minden mondatban kitenni. Ekkor az a szabály, hogy a mondat evidenciája ugyanaz, mint a szövegkörnyezeté. Az egyes beszélők különféle gyakorisággal használják, illetve hagyják ki őket, de csak összefüggő beszédben. Mellékmondatokban sem kötelező, ám erre senki sem adott példát.
Az evidenciák túl gyakori használata furcsa, és megkérdőjelezi a nyelvi komptenciát. Például a –m(i) túl gyakori használata esetén arra következtethetnek, hogy a beszélő idegen nyelvként beszéli az adott kecsua nyelvet, vagy pedig mentálisan beteg.

#### -m(i): Közvetlen
Változatok: A Cusco kecsuában alakja –mi  és –n.
A –mi azt fejezi ki, hogy a beszélőnek közvetlen tapasztalata van, vagy erős a meggyőződése a közöltek igazságáról.
Wanka kecsua
ñawi-i-wan-mi lika-la-a
szem-1P-val/vel-DIR lát-PST-1
A saját szememmel láttam őket.

#### -chr(a): Kikövetkeztetett, sejtés
A kikövetkeztetett, bizonytalanabb állítást -ch(i), -ch(a), -chr(a) jelzi.
A -chr(a) toldalék azt jelenti, hogy az állítás kikövetkeztetett, vagy pedig sejtés, így a beszélő nincs teljesen meggyőződve annak valóságtartalmáról. Megjelenik kérdésekben, ironizáláskor, vagy beleegyezés esetén is. Ezt a nyelvészek másodlagos jelentésként kezelik, amiről később még szó lesz.
Wanka kecsua
kuti-mu-n'a-qa-chr ni-ya-ami
visszajön-AFAR-3FUT-most-CONJ mond-IMPV-1-DIR
Úgy gondolom, hogy valószínűleg visszajönnek.

#### -sh(i): Hallomásból
Regionális változatok: Megjelenhet, mint –sh(i) vagy –s(i) nyelvjárástól függően.
Ennek a használatával a beszélő elismeri, hogy amit mond, azt nem első kézből tudja, hanem hallomásból; így bizonytalan. Más szerkezetekben is előfordul, melyekről később ejtünk szót.
Wanka kecsua
shanti-sh prista-ka-mu-la
Shanti-REP kölcsön-REF-AFAR-PST
(Azt mondták nekem, hogy) Shanti kölcsönvette.
Hintz tárgyalja az evidenciás viselkedés egy érdekes esetét, ami megtalálható az Ancash kecsua Sihaus nyelvjárásában. A szerző azt állítja, hogy a három evidenciajelölő helyett a nyelvváltozat három pár evidenciajelölőt használ.

#### Affix vagy clitic
Az evidenciális morfémákra morfémákként vagy jelölőkként utalnak. A szakirodalomban mindkét megnevezést használnak; ebben a kérdésben a nyelvészek nem értenek egyet. Egyes esetekben, mint a Wanka kecsua, encliticről is szó van. Lefebvre és Muysken (1998) tárgyalja ezt, azzal a megjegyzéssel, hogy az affix és a clitic nem mindig különíthető el egyértelműen.

#### Hely a mondatban
Az evidenciajelölők a kecsua nyelvekben rendszerint a mondat első alkotóeleméhez kapcsolódik, ahogy ezt a következő példa mutatja:
huk-si ka-sqa huk machucha-piwan payacha
egyszer-REP lenni-SD egy öregember-WITH asszony
Volt egyszer egy öregember és egy öregasszony.
Azonban rátehető a fókuszra is:
Pidru kunana-mi wasi-ta tuwa-sha-n
Pedro most-DIR.EV ház-ACC épít-PROG-3SG
Pedro most építi a házat.
Néha úgy írják le, mint ami a fókuszhoz kapcsolódik, mint a Yaru kecsua Tarma nyelvjárásában, de ez nem igaz a kecsua összes változatára. A Huanuco kecsuában az evidenciajelölők akárhány témára rátehetők, amelyek viselik a –qa témajelölőt, és az evidenciajelölőnek egy, a főige előtti szón vagy a főigén kell megjelennie.
Ellenben vannak kivételek a szabály alól, és minél több a téma a mondatban, annál valószínűbb, hogy a mondat eltér a szokásos mintáktól:
Chawrana-qa puntataruu-qu trayaruptin-qa wamrata-qa mayna-shi Diosninchi-qa heqarkaykachisha syelutana-shi
so:already-TOP at:the:peak-TOP arriving-TOP child-TOP already-IND our:God-TOP had:taken:her:up to:heaven:already-IND
Mire (a boszorkány) elérte a csúcsot, Isten már a mennybe vette a gyermeket.

#### Másodlagos jelentések
Az evidenciák a szövegkörnyezettől függően más szerepeket is betölthetnek. Az alábbi példák a Wanka kecsuából származnak.

##### Közvetlen evidencia
A közvetlen evidencia kérdésekben is megjelenik. A prototipikus szemantikát tekintve ez egyáltalán nem felel meg az intuíciónak. Azonban, ha kevésbé a szerkezetre és inkább a helyzetre hagyatkozunk, akkor mindjárt érthetőbbé válik a közvetlen evidencia használata a kérdésben. A kérdező felteszi, hogy a kérdezett tudja a választ, és ezt az evidenciával fejezi ki. Ez a helyzet hasonlítható ahhoz, hogy a kijelentésekben a beszélő biztosra veszi az állítás igazságtartalmát.
imay-mi wankayuu-pu kuti-mu-la
mikor-DIR Huancayo-ABL jön-AFAR-PAST
Mikor jött vissza Huancayóból?

(Floyd 1999, p. 85)
A közvetlen evidencia a kérdőszavas kérdések mellett eldöntendő kérdésekben is megjelenik. Floyd szerint az eldöntendő kérdést az jellemzi, hogy a kérdező instrukciókat ad a megkérdezettnek, hogy az alternatívák egyikével válaszoljon. A kérdező itt is biztos abban, hogy a megkérdezett tudja a választ. A Wanka kecsuában az eldöntendő kérdést a -chun jelzi, ami a –chu  tagadószóból és a közvetlen evidenciából származik (ami bizonyos nyelvjárásokban –n-ként realizálódik).
tarma-kta li-n-chun
Tarma-ACC megy-3-YN
Tarmába megy?

(Floyd 1999, p. 89)

##### Kikövetkeztetett evidencia
A –chr(a) kikövetkeztetett evidenciának több másodlagos jelentése is van.
Gyenge buzdítás:
Az evidencia megerősíti vagy támogatja a címzett gondolatait vagy cselekedeteit.
mas kalu-kuna-kta li-la-a ni-nki-chra-ri
more távol-PL-ACC megy-PST-1 mond-2-CONJ-EMPH
Igen, mondjad nekik, "Tovább megyek."

(Floyd 1999, p. 107)
A példa egy olyan szituációból való, amikor férj és feleség arról beszélnek, hogy hogy reagált a családjuk és a barátaik arra, hogy egy időre elmentek. A férj azt mondja, hogy elmondja nekik az igazat, és beszél azokról a helyekről, ahova mennek. A feleség a támogatását fejezi ki.
Belenyugvás:
Az evidencia kifejezi, hogy a beszélő elfogad egy általa elkerülhetetlennek gondolt eseményt, azonban kifejezi vonakodását, egyet nem értését és ellenállását.
paaga-lla-shrayki-chra-a
fizet-POL-1›2FUT-CONJ-EMPH
Ki fogom fizetni (de nem értek egyet azzal, hogy nekem kellene).

(Floyd 1999, p. 109)
A beszélgetésben egy nő kárpótlást kér egy férfitól, akinek a disznói tönkretették a krumpliját. A férfi tagadja, hogy ezt az ő disznói csinálták, ám végül beadja a derekát.
Költői kérdés:
A –mi evidenciához hasonlóan a –chr(a)jelölő is használatos kérdésekben, ám ezekre a kérdésekre a kérdező nem vár választ.
ima-lla-kta-chr u-you-shrun llapa ayllu-kuna-kta-si chra-alu-l
mi-LIM-ACC-CONJ ad-ASP-12FUT egész család-PL-ACC-EVEN megérkezik-ASP-SS
Nem tudom, mit adunk a családnak, ha megérkezünk.

(Floyd 1999, p. 111)
Irónia:
Az iróniát a különböző nyelvek sokféleképpen jelzik; szemantikai természete homályos. A Wanka kecsuában a –chr(a) jelzi.
chay-nuu-pa-chr yachra-nki
amit-SIM-GEN-CONJ tud-2
Így tanulsz.

(Floyd 199, p. 115)
A példa egy olyan helyzetből jön, amikor az apa vitatkozik a lányával, amikor a lány nem akar iskolába menni. Értelmezhető komolyan (lehet abból tanulni, hogy nem megyünk iskolába) vagy iróniaként (ez egy abszurd ötlet).

##### Hallomásból
Ennek az evidenciának is van másodlagos jelentése.
Népmesék, mítoszok, legendák, találós kérdések:
Mivel mindezek függő beszédek, azért a hallomásból evidencia járul hozzájuk. Sok ilyen történetet és találós kérdést nemzedékek hosszú sora hagyományozott át, ezzel tovább erősítve a hallomásból jelleget. Míg a normál függő beszédben a jelölőt ritkábban használják, hogy csökkentsék az ismétlődéseket, addig mindezekben az evidencia gyakrabban jelenik meg.
ima-lla-shi ayka-lla-sh juk machray-chru puñu-ya-n puka waaka
mi-LIM-REP milyen^sok-LIM-REP egy barlang-LOC alszik-IMPF-3 vörös tehén
(Floyd 1999, p. 142)

#### Kulturális aspektusok
Az evidenciák használatával a kecsua kultúrában az állítások tartalmán kívül további információkat adnak át a közlendőről. Aki nem engedelmeskedik a szokásoknak, abban nem bíznak. Weber (1986) ezt így összegzi:
- Csak a közvetlen tapasztalat megbízható.
- Kerüld el a szükségtelen kockázatot, és ne vállalj felelősséget olyan információért, amiben nem vagy abszolút biztos.
- Ne hagyd, hogy becsapjanak. Sok népmesében rászedik a gonoszt.
- Csak akkor vállalj felelősséget, hogyha az biztonságos. A sikeres felelősségvállalás bizalmat épít a közösségben.[29]

Az evidenciák megmutatják azt is, hogy precíznek lenni és a forrásokat megjelölni különösen fontos a nyelv és a kultúra számára. Hibás használatuk csökkenti a közösség által az egyénbe vetett bizalmat. A beszélők figyelnek az evidenciáknak, és közmondásokkal tanítják a gyerekeket annak fontosságáról, hogy precízek és szavahihetők legyenek. A precízség és az információforrások a legfontosabbak. Erős és hasznos módszere az emberi kommunikációnak.

## Média
Peruban hírcsatorna indult 2016-ban kecsua nyelven „Ñuqanchik” (Mindegyikünk) néven.
Sok andoki zenész anyanyelvén ír és ad elő dalokat, köztük kecsua és ajmara nyelven. Nevezetes együttes többek között Los Kjarkas, Kala Marka, J'acha Mallku, Savia Andina, Wayna Picchu, Wara, Alborada és Uchpa.
Vannak bloggerek, akik kecsua nyelven, vagy kecsuául és spanyolul is írnak. Podcastok is készülnek.
A perui Kukuli (1961) volt az első kecsua nyelvű film.

## Nyelvi példák

### Szövegminta
Idézet Az Emberi Jogok Egyetemes Nyilatkozatából:
Tukuy kay pachaman paqarimujkuna libres nasekuntu tukuypunitaj kikin obligacionesniycjllataj, jinakamalla honorniyojtaj atiyniyojtaj, chantaqa razonwantaj concienciawantaj dotasqa kasqankurayku, kawsaqe masipura jina, tukuy uj munakuyllapi kawsakunanku tian.
(„Minden emberi lény szabadon születik és egyenlő méltósága és joga van. Az emberek, ésszel és lelkiismerettel bírván, egymással szemben testvéri szellemben kell hogy viseltessenek.”)

### Számok
A számok 1-től 10-ig a következők: 1: huk, 2: iskay, 3: kimsa, 4: tawa, 5: pichqa, 6: suqta, 7: qanchis, 8: pusaq, 9: isqun, 10: chunka.

## Fordítás
Ez a szócikk részben vagy egészben  a   Quechuan languages című angol Wikipédia-szócikk fordításán alapul.  Az eredeti cikk szerkesztőit annak laptörténete sorolja fel. Ez a jelzés csupán a megfogalmazás eredetét és a szerzői jogokat jelzi, nem szolgál a cikkben szereplő információk forrásmegjelöléseként.